# Литва (земля)

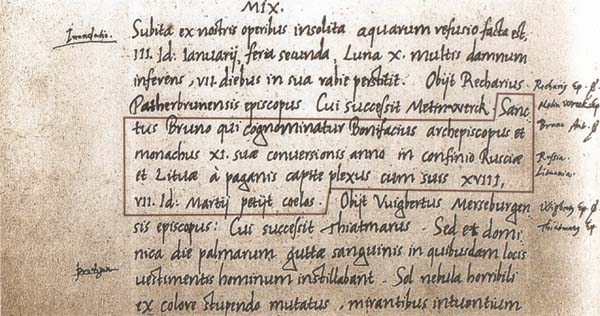
Перша письмова згадка про Литву в літописі — «Litua» (латинською), 1009 рік

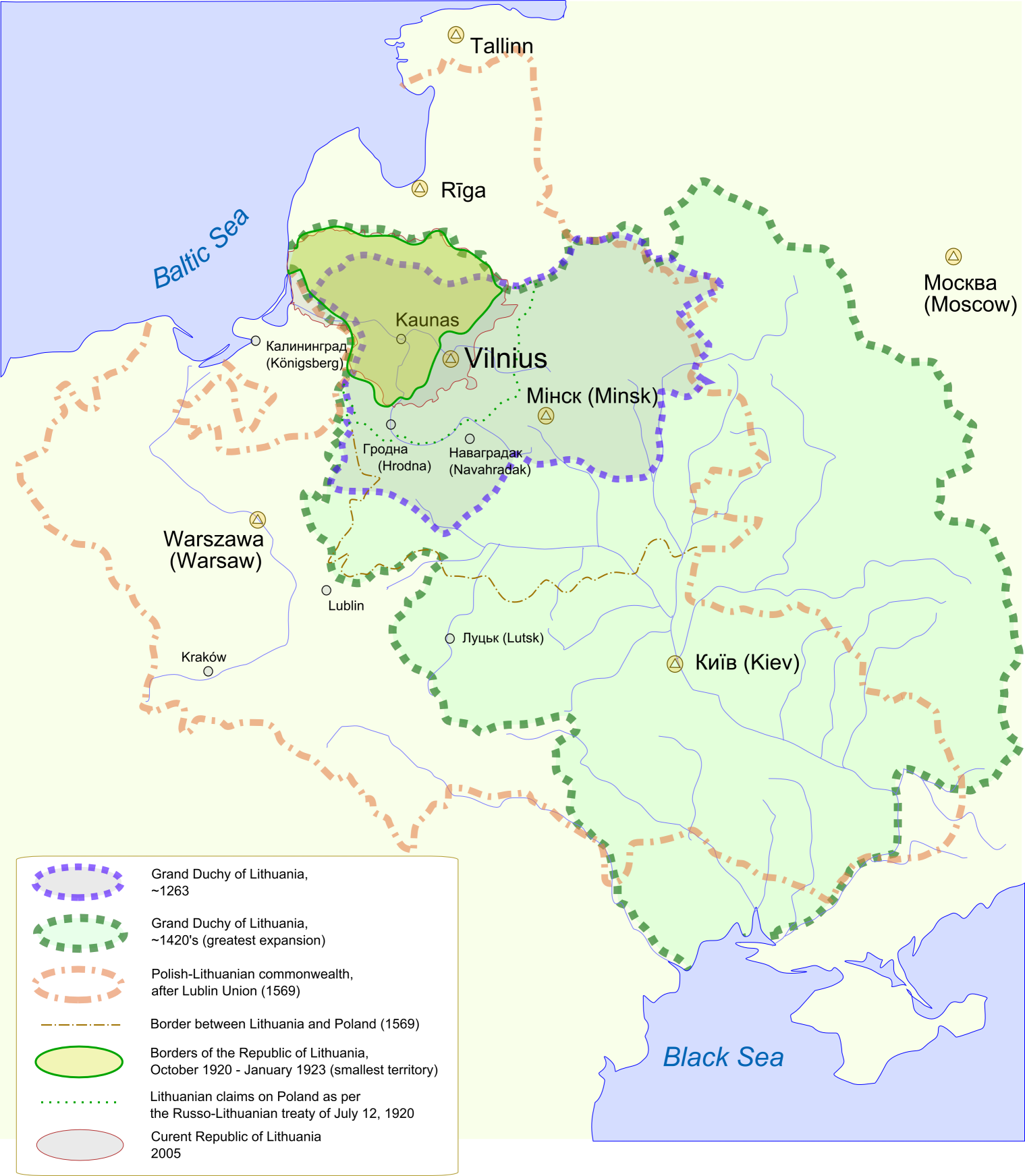
Карта змін території Литви з ХІІІ ст. до наших днів

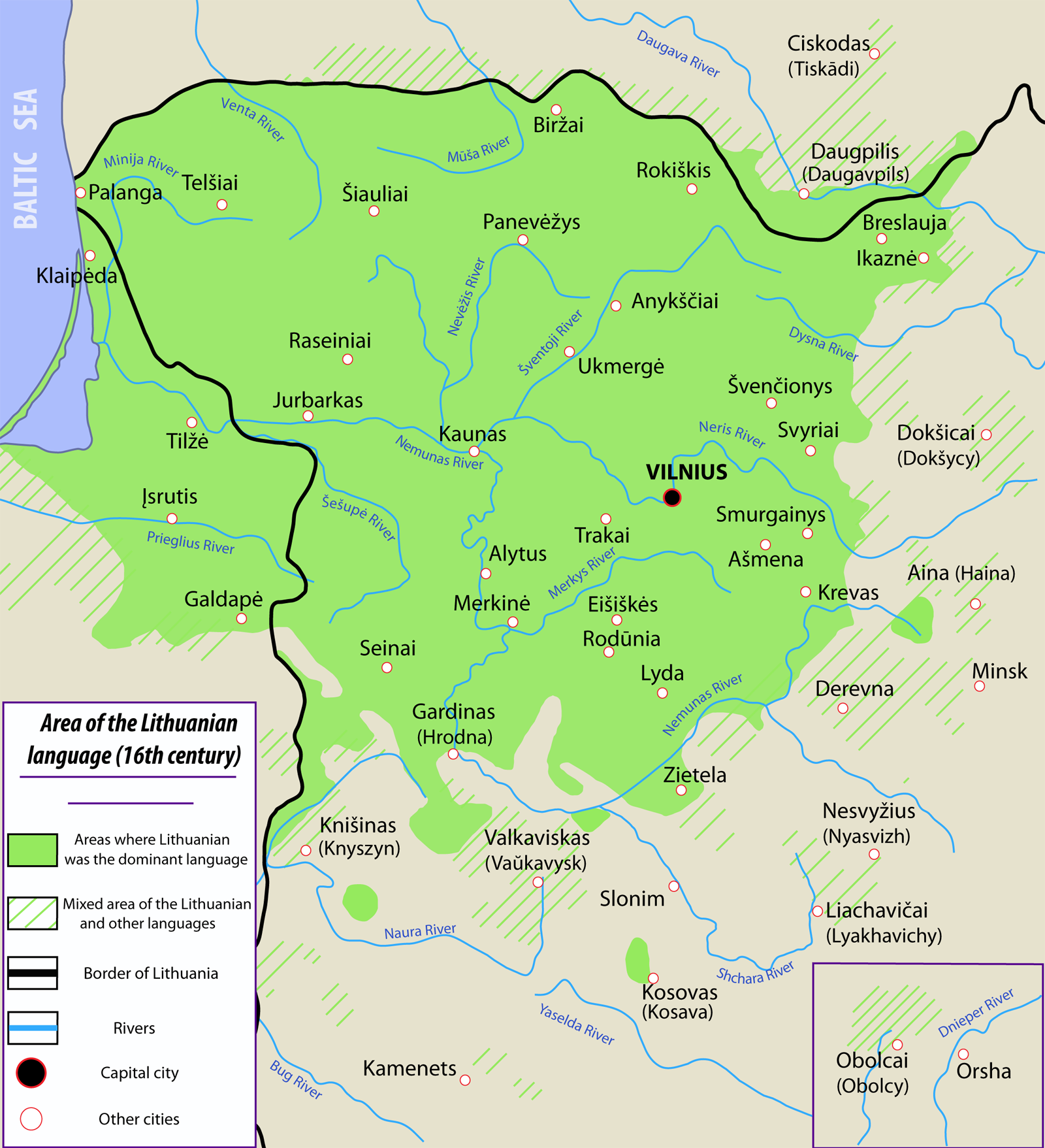
Поширення литовської мови в XVI ст.

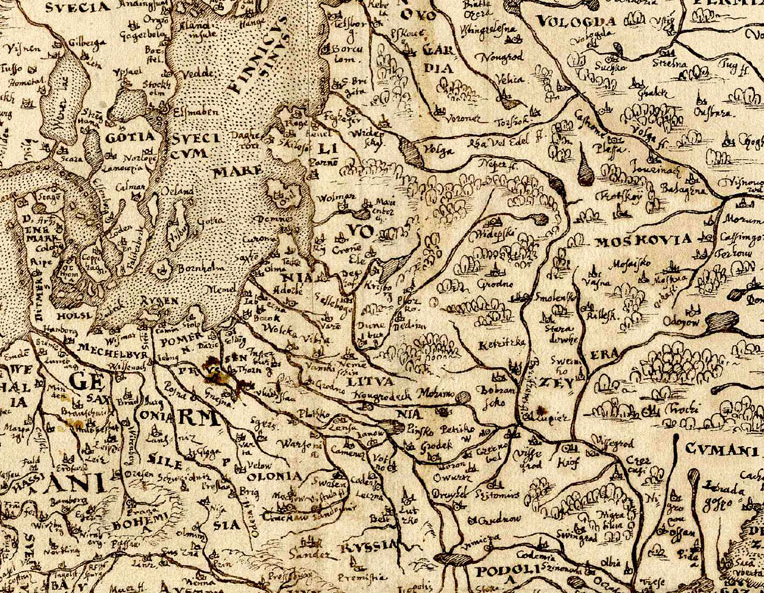
Литва на карті 1570 р.

Історична Литва за М. Єрмоловичем

Лито́вська земля́ (біл. тарашк. Літва старажытная «Литва старовинна»; англ. Lithuania proper) — область у межах Великого князівства Литовського, населення якої говорило литвинською мовою. Первинне значення цього поняття тотожне Литовській землі — території, навколо якої розвинулося Велике князівство Литовське.
Цей термін латинською мовою широко використовувався в середні віки і його можна знайти на численних історичних  [Архівовано 24 листопада 2020 у Wayback Machine.] картах аж до Першої світової війни. 
На думку білоруських істориків, власне Литва — це область, яка охоплює захід Білорусі і південний схід сучасної Литовської республіки. Традиційно топонім «Литва» співвідноситься з територіями Гродненщини і Віленщини. За версією М. Єрмоловича, власне Литва містилася приблизно на стику сучасних Берестейської, Гродненської і Мінської областей Білорусі, але опісля її назва разом із владою великих князів литовських поширилася на інші території балтів у виключно політичному сенсі. 
Литва як земля в сучасній литовській історіографії називається Велика Литва (лит. Didžioji Lietuva), особливо в контексті протиставлення до Малої Литви.
Михайло Грушевський у своїй «Історії України-Руси» називав «Литвою властивою» землю Авкштота (Auxtöte)

## Еволюція терміна

### Перед виникненням Великого князівства Литовського
Уперше форма «Литва» згадується у Кведлінбурзькій хроніці під 1009 роком у зв'язку з убивством литовськими язичниками Бруно Кверфуртського. Первісно Литва знаходилася неподалік давнього міста Упите. На думку Генрика Ловмянського, вона була ядром майбутнього Троцького воєводства між річками: Нямунас, Няріс і Мяркіс. Томас Баранаускас гадає, що Литовська земля була навколо Ошмян — тодішнього етнічно литовського краю, що тепер у Білорусі. За словами Миколи Єрмоловича (хоча це ставиться під сумнів іншими вченими), «літописна Литва» (біл. Летапiсная Лiтва) була у верхів'ях Німана, що нині у Білорусі.

### Велике князівство Литовське

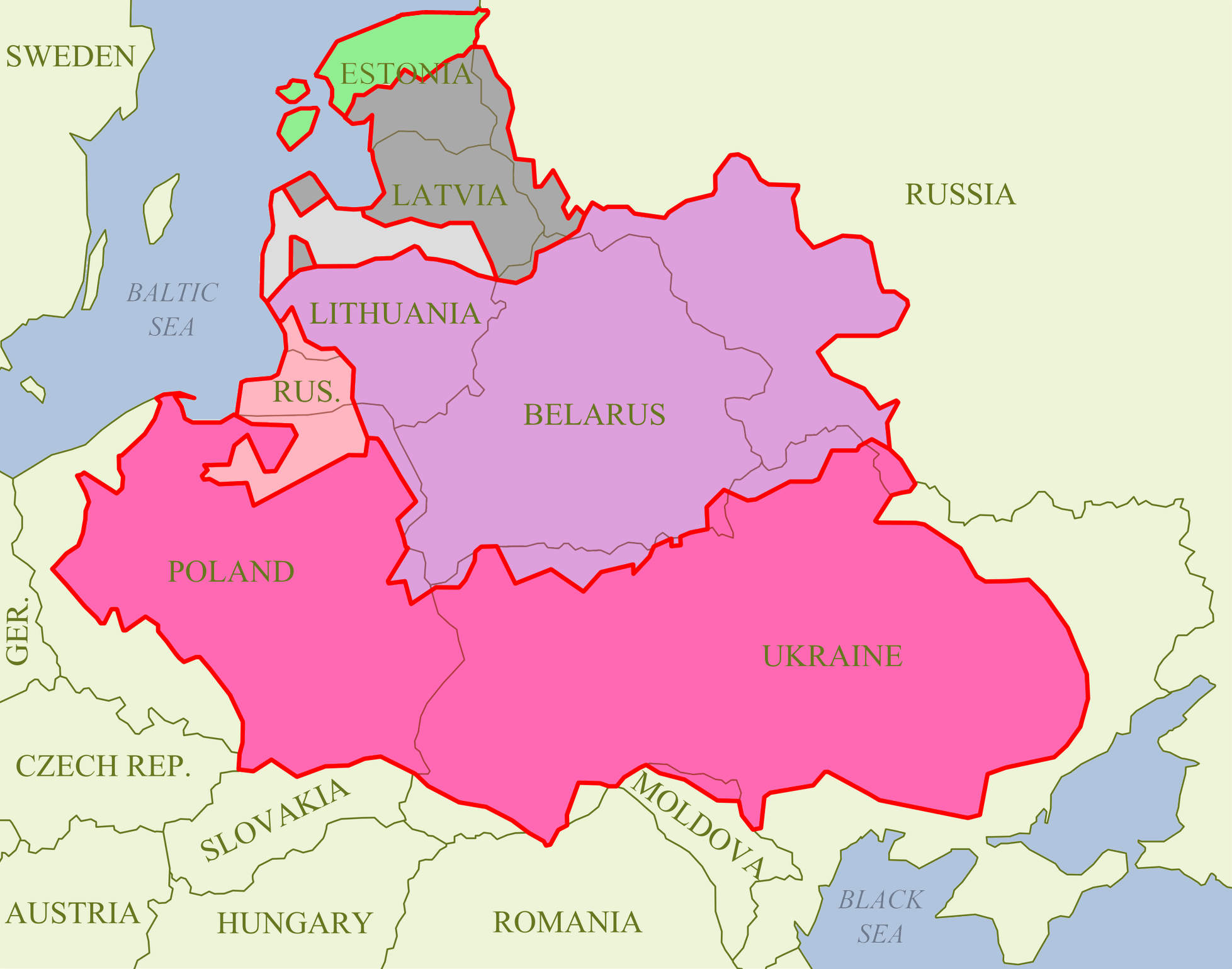
Обриси Речі Посполитої Обох Народів на тлі сучасних національних кордонів.

В Іпатіївському літописі під 1238 роком згадується «Литва Минъдога». З подальшим розширенням володінь Міндовга, Войшелка та їхніх наступників — Великих Князів Литовських, поняття «Литва» охопило всю Аукштайтію, за якою це значення міцно закріпилося. Іноді в Литовську землю включають і землі по Німану. У XIV-XVI ст. сучасники відносили до цього регіону території на захід від Західної Березини і на схід від річки Нявежис.
Різні вчені часто використовують термін «власне Литва» на позначення земель, населених етнічними литовцями, на противагу землям Великого князівства Литовського, населеним русинами (предками сучасних білорусів і українців), росіянами, поляками, литовськими євреями або багатьма іншими національностями. Вже за часів Великого князівства, власне Литва стала терміном на позначення землі, де живуть литовці. В адміністративному відношенні вона складалася з Віленського і Троцького воєводства. Такий поділ існував навіть після того, як Річ Посполита зазнала поділів. Таким чином, Велике князівство Литовське розділилося на такі історичні області: Жемайтія, власне Литва і Біла Русь.
Чіткому визначенню піддається тільки північний кордон старовинної Литви. Нинішній кордон між Литвою та Латвією є найстарішим державним кордоном в Європі, який не змінився з часу битви при Сауле у 1236 році і подальшого злиття Ордена мечоносців і Тевтонського ордена. 

### Східна частина власне Литви
Століттями східні і південні землі цієї території, маючи прямі контакти з Руссю і Польщею та будучи спочатку населені етнічними литовцями, повільно русинізувалися, ополячувалися і зросійщувалися, а литовськомовна територія звужувалася. Східні частини власне Литви зазнали тяжких втрат населення під час Потопу і потім протягом Великої Північної війни та наступних епідемій чуми в 1710-1711. Подальше переселення русинів і поляків на ті території прискорило цей процес. Істотний поштовх до «делитвинізації» дало включення Литви до складу Російської імперії, а особливо після того, як 1864 року книги литовською мовою було заборонено друкувати латиницею. Цей процес продовжився за польської влади, коли було закрито литовськомовні школи і бібліотеки, а потім за радянської влади, коли на цих територіях не було литовських шкіл взагалі. Нині значні «острівці» литовськомовного населення залишилися в Гродненській області (Гервяти) і Північній Польщі (Пунськ). Багато людей із цих територій, говорячи зараз білоруською, все ще називають себе литовцями.

### Пізніші події
Наприкінці Першої світової війни Рада Литви оголосила про відновлення незалежної Литовської держави в етнічних литовських землях. 
Після переговорів Литви з більшовицькою Росією остання визнала більшість т. зв. Великої Литви у складі Литовської Республіки, підписавши Радянсько-литовський договір 1920 року. На деякі з цих територій також претендувала Друга Польська Республіка. Це призвело до низки військових конфліктів і в кінцевому підсумку — до польсько-литовської війни.
1943 року Антанас Сметона (на той час у вигнанні) почав роботу з вивчення «питомої Литви». Книжка присвячувалася історії литовських земель перед полонізацією, русифікацією і германізацією в надії, що це б допомогло обґрунтувати претензії на неповернені території на мирній конференції після Другої світової війни. Його робота залишилася незавершеною і тривалий час була доступна тільки у вигляді рукопису та була фактично невідома.
Нині Литовська Республіка не має ніяких територіальних претензій.